# إدوين جوزيف أومالي
إدوين جوزيف أومالي (بالإنجليزية: Edwin Joseph O'Malley)‏ هو سياسي أمريكي، ولد في 22 أغسطس 1881 بمانهاتن في الولايات المتحدة، وتوفي في 10 أبريل 1953 بأميتيفيل في الولايات المتحدة. حزبياً، نشط في الحزب الديمقراطي. وقد انتخب Commissioner of Public Markets ‏.